# Evergreen (Misuri)
Evergreen es una villa ubicada en el condado de Laclede en el estado estadounidense de Misuri. En el Censo de 2010 tenía una población de 28 habitantes y una densidad poblacional de 1,06 personas por km².

## Geografía
Evergreen se encuentra ubicada en las coordenadas 37°33′7″N 92°35′50″O / 37.55194, -92.59722. Según la Oficina del Censo de los Estados Unidos, Evergreen tiene una superficie total de 26,43 km², de la cual 26,18 km² corresponden a tierra firme y (0,96%) 0,25 km² es agua.

## Demografía
Según el censo de 2010, había 28 personas residiendo en Evergreen. La densidad de población era de 1,06 hab./km². De los 28 habitantes, Evergreen estaba compuesto por un 92,86% de blancos, un 3,57% de afroamericanos, un 0% de amerindios, un 0% de asiáticos, un 0% de isleños del Pacífico, un 0% de otras razas y un 3,57% pertenecía a dos o más razas. Del total de la población, el 0% eran hispanos o latinos de cualquier raza.